# Euderus pempheriphila
Euderus pempheriphila är en stekelart som beskrevs av Ayyar och Mani 1937. Euderus pempheriphila ingår i släktet Euderus och familjen finglanssteklar. Inga underarter finns listade i Catalogue of Life.